# Juan Falcón
Juan Manuel Falcón Jiménez (Acarigua, 24 febbraio 1989) è un ex calciatore venezuelano, di ruolo attaccante.

## Carriera

### Club
Dopo aver giocato nella massima serie venezuelana con varie squadre, nel 2014 si trasferisce alla squadra francese del Metz.

### Nazionale
Nel 2008 esordisce con la Nazionale venezuelana.